# Superliga de Futsal de 2012
A Superliga de Futsal de 2012 foi a sétima edição da competição, que ocorreu de 28 de fevereiro até 3 de março. O evento foi sediado na cidade de Joinville, Santa Catarina, contando com 8 equipes participantes.
O Krona Futsal venceu o Carlos Barbosa por 2 a 1 sagrando-se da Superliga de Futsal de 2012.

## Regulamento
A Superliga foi realizada com a participação dos últimos campeões de cada
uma das Ligas Regionais, da Divisão Especial da Taça Brasil Adulta Masculina, da Liga
Futsal e de uma equipe da cidade sede habilitada pela CBFS e foi disputada em três etapas:
- Etapa Classificatória;
- Etapa Semifinal;
- Etapa Final.[2]

Os grupos da competição foram formados da seguinte forma:
Grupo A
- Sediante;
- Campeão da Liga Nacional;
- Campeão da Liga Sudeste;
- Campeão da Liga Nordeste.

Grupo B
- Campeão da Liga Sul;
- Campeão da Taça Brasil;
- Campeão da Liga Centro-Oeste;
- Campeão da Liga Norte.[2]

Etapa classificatória
Os oito cubes participantes são distribuídos em dois grupos, "A" e "B"; as equipes jogam entre si, dentro dos seus determinados grupos, em sistema de rodízio simples.
Etapa Semifinal
Esta etapa é disputada pelas quatro equipes melhores classificadas na etapa anterior, quando ocorrem os seguintes cruzamentos:
1° colocado do grupo "A" X 2° colocado do grupo "B"
1° colocado do grupo "B" X 2° colocado do grupo "A"
Etapa final
Esta etapa é disputada em uma única partida, entre as equipes vencedoras da Etapa semifinal. O vencedor desta etapa será considerado o Campeão da Superliga de Futsal de 2013.
Critérios de desempate
Ao final de cada fase da Superliga, havendo igualdade do número de pontos ganhos, para o desempate, são considerados os seguintes critérios em sua determinada ordem de eliminação:
1º - Prevalecerá o resultado do confronto direto na fase (somente em caso de empate em pontos ganhos entre duas equipes);
2º - Índice Técnico em todas as Fases (maior quociente da divisão do número de pontos ganhos pelo número de jogos - proporcionalidade);
3º - Gol Average (o número de gols marcados dividido pelo número de gols sofridos, classifica a equipe que obtiver o maior quociente) das equipes empatadas, considerando todos os resultados obtidos em todas as fases;
4º - Maior média de gols marcados em todas as fases (número de gols assinalados divididos pelo número de jogos);
5º - Menor média de gols sofridos em todas as fases (número de gols sofridos dividido pelo número de jogos);
6º - Maior saldo de gols na fase (diferença entre os gols assinalados e os gols sofridos);
7º - Menor média de cartões vermelhos recebidos (número de cartões vermelhos dividido pelo número de jogos);
8º - Menor média de cartões amarelos recebidos (número de cartões amarelos dividido pelo número de jogos);
9º - Sorteio.

## Participantes
| Equipe                 | Cidade             | Estado | Títulos.       |
| ---------------------- | ------------------ | ------ | -------------- |
| AA Esmac               | Ananindeua         | PA     | 0 (não possui) |
| AD Ibirama             | Ibirama            | SC     | 0 (não possui) |
| Carlos Barbosa         | Carlos Barbosa     | RS     | 1 (2011)       |
| Horizonte              | Horizonte          | CE     | 0 (não possui) |
| Krona Futsal           | Joinville          | SC     | 0 (não possui) |
| Peixe/Mazza            | Sobradinho         | DF     | 0 (não possui) |
| São Caetano/Construban | São Caetano do Sul | SP     | 0 (não possui) |
| Wimpro                 | Guarulhos          | SP     | 0 (não possui) |

## Local dos jogos

Localização de Joinville em Santa Catarina.

A VII Superliga de Futsal foi disputada na cidade de Joinville. A arena escolhida para realizar os jogos foi o Centreventos Cau Hansen, que tem a capacidade de abrigar 4 mil espectadores. O piso utilizado na quadra é o de Madeira Flutuante.

## Classificação

### Grupo A
| Pos. | Equipe                 | Pts | J | V | E | D | GP | GC | SG |
| ---- | ---------------------- | --- | - | - | - | - | -- | -- | -- |
| 1    | Krona Futsal           | 6   | 3 | 2 | 0 | 1 | 9  | 5  | +4 |
| 2    | Peixe/Mazza            | 6   | 3 | 2 | 0 | 1 | 6  | 6  | 0  |
| 3    | Horizonte              | 4   | 3 | 1 | 1 | 1 | 6  | 6  | 0  |
| 4    | São Caetano/Construban | 1   | 3 | 0 | 1 | 2 | 5  | 9  | -4 |

| 28 de fevereiro de 2012 | São Caetano/Construban | 0 – 3  | Peixe/Mazza                              | Centreventos Cau Hansen, Joinville |
| 17h30m                  |                        | Súmula | 02:32', 36:56' Munin · 37:45' Douglinhas | Árbitro: Sandro Stein Brechane     |

| 28 de fevereiro de 2012 | Krona Futsal  | 1 – 2  | Horizonte                   | Centreventos Cau Hansen, Joinville |
| 20h30m                  | Pixote 14:22' | Súmula | 28:37' Thiago · 38:43' Alan | Árbitro: Michel Jean Bonnaud       |

| 29 de fevereiro de 2012 | Horizonte                          | 2 – 3  | Peixe/Mazza                                  | Centreventos Cau Hansen, Joinville |
| 16h00m                  | João César 09:51' · Luciano 27:37' | Súmula | 15:26' Marlon · 24:48' Munin · 36:40' Rafael | Árbitro: Gean Coelho Telles        |

| 29 de fevereiro de 2012 | Krona Futsal                               | 4 – 3  | São Caetano/Construban                     | Centreventos Cau Hansen, Joinville |
| 20h30m                  | Neto 09:27', 30:09', 38:57' · Tiago 39:54' | Súmula | 12:20', 35:53' Douglinhas · 18:24' Portuga | Árbitro: Sandro Stein Brechane     |

| 1 de março de 2012 | São Caetano/Construban         | 2 – 2  | Horizonte             | Centreventos Cau Hansen, Joinville |
| 16h00m             | Thiago 11:13' · Portuga 24:51' | Súmula | 13:52', 23:11' Thiago | Árbitro: Alexandre Campos          |

| 1 de março de 2012 | Krona Futsal                                      | 4 – 0  | Peixe/Mazza | Centreventos Cau Hansen, Joinville |
| 20h30m             | Julio 06:03' · Gessé 07:41', 34:38' · Keke 31:12' | Súmula |             | Árbitro: Michel Jean Bonnaud       |

### Grupo B
| Pos. | Equipe         | Pts | J | V | E | D | GP | GC | SG |
| ---- | -------------- | --- | - | - | - | - | -- | -- | -- |
| 1    | Carlos Barbosa | 9   | 3 | 3 | 0 | 0 | 13 | 5  | +8 |
| 2    | AD Ibirama     | 6   | 3 | 2 | 0 | 1 | 6  | 5  | +1 |
| 3    | AA Esmac       | 3   | 3 | 1 | 0 | 2 | 8  | 9  | -1 |
| 4    | Wimpro         | 0   | 3 | 0 | 0 | 3 | 3  | 11 | -8 |

| 28 de fevereiro de 2012 | Wimpro | 0 – 4  | AA Esmac                                                | Centreventos Cau Hansen, Joinville |
| 16h00m                  |        | Súmula | 08:32' Juninho · 10:53', 16:19' Formiga · 21:07' Biolay | Árbitro: Gean Coelho Telles        |

| 28 de fevereiro de 2012 | AD Ibirama    | 1 – 2  | Carlos Barbosa                  | Centreventos Cau Hansen, Joinville |
| 19h00m                  | Marlon 09:47' | Súmula | 19:48' Flávio · 31:29' Marcênio | Árbitro: Alexandre Campos          |

## Finais
|  | Semifinais     | Semifinais     | Semifinais   |              |                | Final          | Final | Final |  |
|  |                |                |              |              |                |                |       |       |  |
|  | Carlos Barbosa | Carlos Barbosa | 4            |              |                |                |       |       |  |
|  | Carlos Barbosa | Carlos Barbosa | 4            |              |                |                |       |       |  |
|  | Peixe/Mazza    | Peixe/Mazza    | 0            |              |                |                |       |       |  |
|  | Peixe/Mazza    | Peixe/Mazza    | 0            |              | Carlos Barbosa | Carlos Barbosa | 1     |       |  |
|  |                |                |              |              | Carlos Barbosa | Carlos Barbosa | 1     |       |  |
|  |                |                | Krona Futsal | Krona Futsal | 2              |                |       |       |  |
|  | Krona Futsal   | Krona Futsal   | Krona Futsal | Krona Futsal | 2              | 5              |       |       |  |
|  | Krona Futsal   | Krona Futsal   |              |              |                |                |       |       |  |
|  | AD Ibirama     | AD Ibirama     | 4            |              |                |                |       |       |  |

### Semifinal
| 2 de março de 2012 | Carlos Barbosa                                                   | 4 – 0  | Peixe/Mazza | Centreventos Cau Hansen, Joinville |
| 19h00m             | Jonathan 15:40' · Rodrigo 18:25' · Daniel 23:37' · Flávio 30:41' | Súmula |             | Árbitro: Gean Coelho Telles        |

| 2 de março de 2012 | Krona Futsal                                                         | 5 – 4  | AD Ibirama                                               | Centreventos Cau Hansen, Joinville |
| 20h30m             | Valdin 04:18', 23:24' · Murilo 15:07' · Julio 18:17' · Pixote 28:13' | Súmula | 06:21' Dian · 16:09' Gian · 34:44' Felipe · 34:57' Jonas | Árbitro: Sandro Stein Brechane     |

### Final
| 3 de março de 2012 | Carlos Barbosa | 1 – 2  | Krona Futsal                 | Centreventos Cau Hansen, Joinville |
| 20h00m             | Flávio 39:07'  | Súmula | 18:15' Valdin · 36:16' André | Árbitro: Michel Jean Bonnaud       |

## Artilharia
| 3 gols (8) - Thiago (Horizonte) - Munin (Peixe/Mazza) - Rodrigo (Carlos Barbosa) - Marlon (Carlos Barbosa) - Valdin (Krona Futsal) - Daniel (Carlos Barbosa) - Neto (Krona Futsal) - Flávio (Carlos Barbosa) 2 gols (12) - Biolay (AA Esmac) - Douglinhas (São Caetano/Construban) - Formiga (AA Esmac) - Portuga (São Caetano/Construban) - Dian (AD Ibirama) | 2 gols (continuação) - Gessé (Krona Futsal) - Julio (Krona Futsal) - Jonathan (Carlos Barbosa) - Marcênio (Carlos Barbosa) - Poletto (Carlos Barbosa) - Pixote (Krona Futsal) - Jonas (AD Ibirama) 1 gol (19) - Ageu (AA Esmac) - João César (Horizonte) - Luciano (Horizonte) - Celio (AA Esmac) - Marlon (Peixe/Mazza) - Thiago (São Caetano/Construban) | 1 gol (continuação) - Alan (Horizonte) - Felipe Paradynski (AD Ibirama) - Rato (AA Esmac) - Léo (Wimpro) - Andre (Krona Futsal) - Elisandro (AD Ibirama) - Gian (AD Ibirama) - William (AD Ibirama) - Juninho (Wimpro) - Johnny (AD Ibirama) - Murilo (Krona Futsal) - Keke (Krona Futsal) - Tiago (Krona Futsal) |

## Premiação
| Superliga de Futsal de 2013      |
| Santa Catarina                   |
| -------------------------------- |
| Krona Futsal Campeão (1º título) |